# Claudia Lichtenberg
Claudia Lichtenberg, coneguda també com a Claudia Häusler (nom de soltera), (Múnic, 17 de novembre de 1985) és una ciclista alemanya, professional des del 2006 i fins al 2017. El 2006 aconseguí el Campionat nacional en ruta. També destaquen les seves victòries en curses per etapes com el Giro d'Itàlia, el Tour de l'Aude i la Ruta de França.

## Palmarès
- 2006
  -  Campiona d'Alemanya en ruta
- 2008
  - Vencedora d'una etapa al Giro d'Itàlia
- 2009
  - 1a al Giro d'Itàlia i vencedora d'una etapa
  - 1a al Tour de l'Aude
- 2010
  - 1a a l'Emakumeen Euskal Bira
- 2012
  - Vencedora d'una etapa al Exergy Tour
- 2013
  - 1a al Giro de Toscana-Memorial Michela Fanini
  - 1a al Joe Martin Stage Race i vencedora d'una etapa
  - Vencedora d'una etapa a la Cascade Cycling Classic
  - Vencedora d'una etapa al Nature Valley Grand Prix
- 2014
  - 1a a la Ruta de França i vencedora d'una etapa
- 2016
  - Vencedora d'una etapa al Trofeu d'Or
- 2017
  - 1a a l'Auensteiner-Radsporttage